# Vino (logiciel)
Vino est le serveur VNC de l'environnement de bureau GNOME. Il est présent dans GNOME depuis la version 2.8.